# グロープカント通り

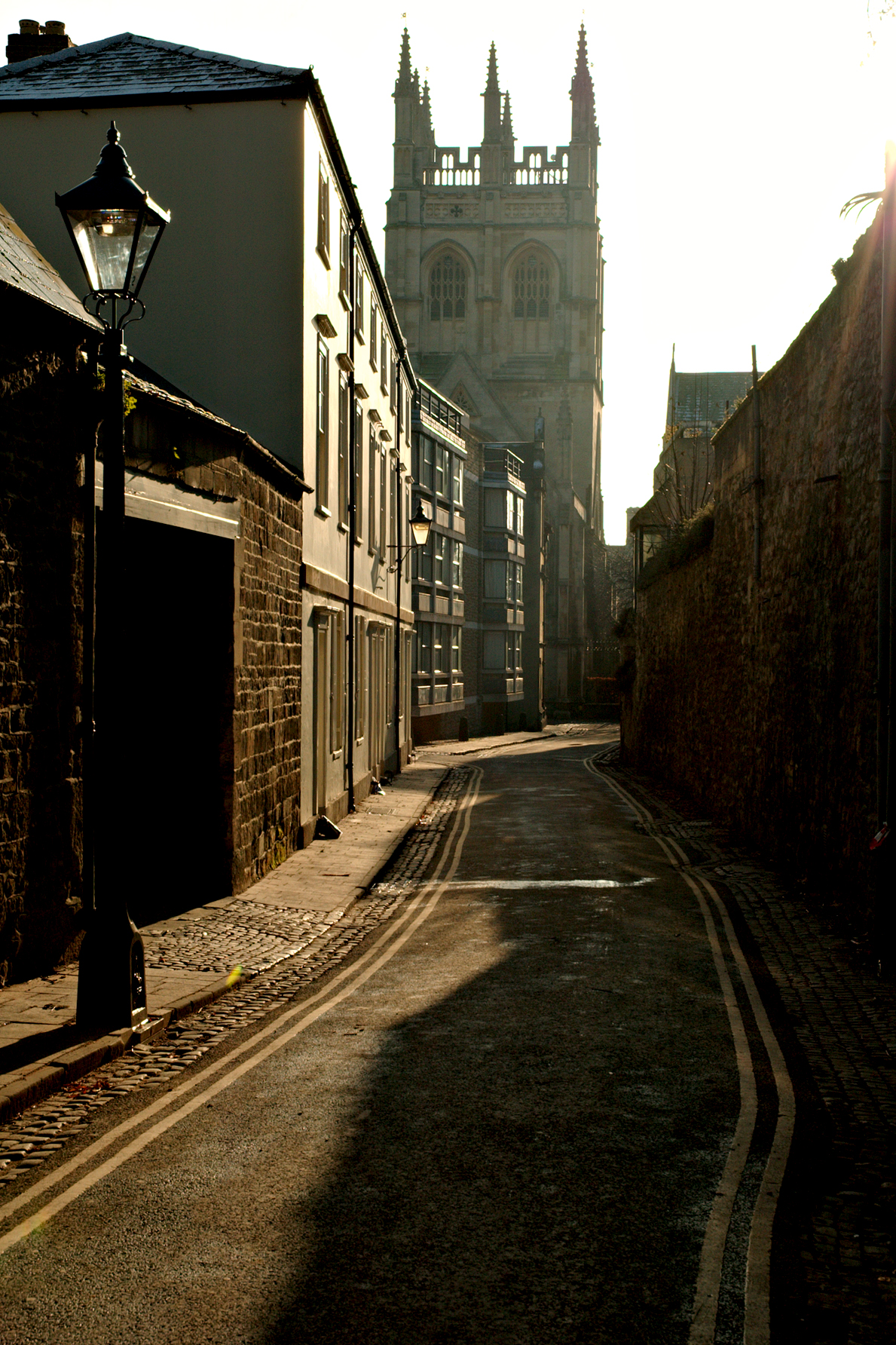
オックスフォードのマグパイ通りはかつてグロープカント通りとして知られていた

グロープカント通り（Gropecunt Lane [ˈɡroʊpkʌnt ˈleɪn]）は、中世イングランドの市街地を通る道につけられた名前の一つである。これはそのまま「カント（女性器）」と「グロープ（弄る）」の合成語に由来する名で、知られる限り最も古い「グロープカント」の使用例は1230年頃まで遡ることができる。この時代には道路のもつ役割やそこで行われる経済活動が道の名前に反映される習慣があり、それほどおかしな響きをもつ地名ではなかった。この名のついた通りは中世の都市において最も賑わう場所であることもしばしばで、主要な街道として機能していた道もあった。
イングランドではかつて全国的に見られる名前であったが、やがて言語感覚が変化していきグレープ通りといったより穏当な言葉に置き換えられていった。グロープカントという言葉が最後に通りの名前として記録にみつかるのは1561年である。

## 語源
綴りに細かな違いはあれどかつてのイングランドの道につく名前として「おまんこいじり」は珍しくなかったが、いまでは好ましくない言葉とみなされ全て改名されている。例えばヨークにはグラープカント通り（grāpは現在のgropeにあたる古英語）という通りがあったが、いまではごく平凡なグレープ通りに改名されている。
「グロープ」という言葉が性的なニュアンスをともなったいかがわしい意味で用いられた最初の例は1380年に遡る。一方「カント」は少なくとも1230年には外陰部を表す言葉として用いられている。Cuntは古ノルド語の「kunta 」に相当する言葉だが語源そのものは定かでない。

## 売春

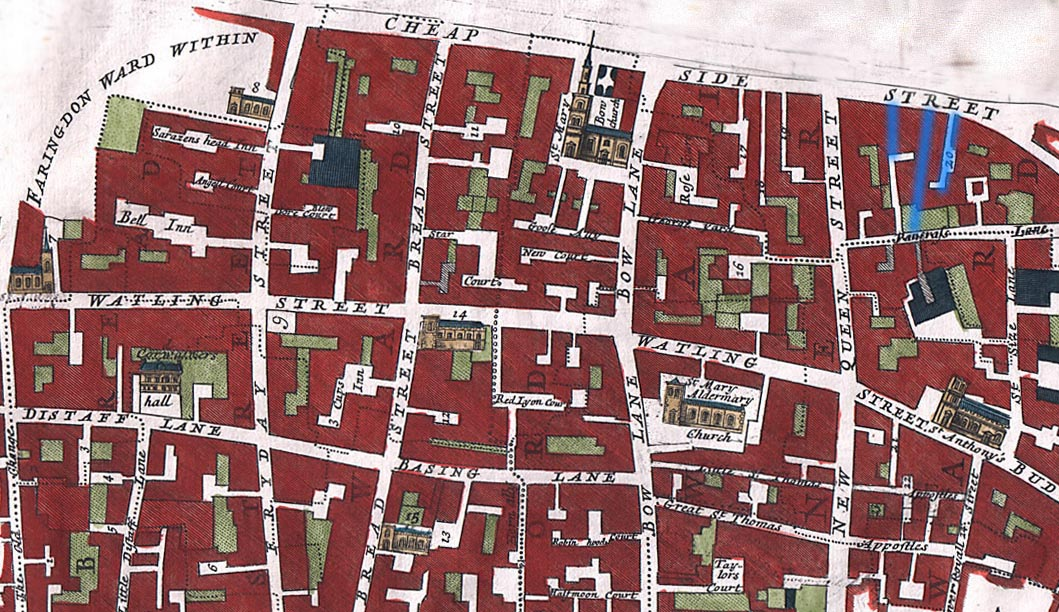
1720年のブレッドストリートとコードウェイナー区の地図（19世紀に再版されたジョン・ストウの「ロンドン地誌」所収）
現存していない三つの通りが青のハイライトで示されているが、左手がパペカーティー通り、中央が「グロープカウント通り」、右がボードハウ通りである。今日のマーサーホールの反対側にあり、左手にはリトルフライデー・ストリート（Little Fryday Street [ﾏﾏ] - いわゆる小便横町）も見える

オックスフォード英語辞典の「cunt」の項には、 グロープカント通りが1230年ごろの道の名前として載っていて、初めてこの名が使われた例とされている。著者のアンガス・マッキンタイアによると、ロンドンでは12世紀半ばには組織化された売春が広くみられたという。この生業は主に南東のサウスウォークに限られていたが、後にスミスフィールドやショアディッチ、クラーケンウェル、ウェストミンスターといった地域にも広がっていった。当局は売春を黙認していたが、例外的とはいえ単なる批判ではなく規制を行ったことを示す資料は少なくない。1393年にはロンドン警察が売春を見逃すのはコックス通りだけであったし、フランスのモンペリエでは売春は一本の通りでしかできなかった。
中世の通りの名前にその役割や経済活動（特に商売のできる日用品）が反映されていることは特に変わったことではなく、シャンブルズ（畜殺場、肉屋）、シルバーストリート（銀器）、フィッシュストリート（魚）、スワインゲート（豚肉）などの名前がこの時代の地図には散見される。売春もおそらくは中世の都市生活の典型的な一側面だったのである。例えばジョン・ストウの「ロンドン地誌」（1598年）では「いわゆる浮気女の」と表現されているラブ通りの名がみつかる。しかしグロープカントはそれより露骨な言葉であり、おそらく非常にあからさまな性行為の婉曲語であった。

## 言語感覚の変化
オックスフォード英語辞典は「cunt」を「女性の外部生殖器」と定義し、「この言葉はタブー同然の扱いを受ける。動詞のFUCKも参照」と記している。しかし中世を通じてこの言葉は概してただ下品なだけだと考えられ、少なくとも13世紀ごろからあくまで身体部位を指す言葉として日常的に用いられていた。

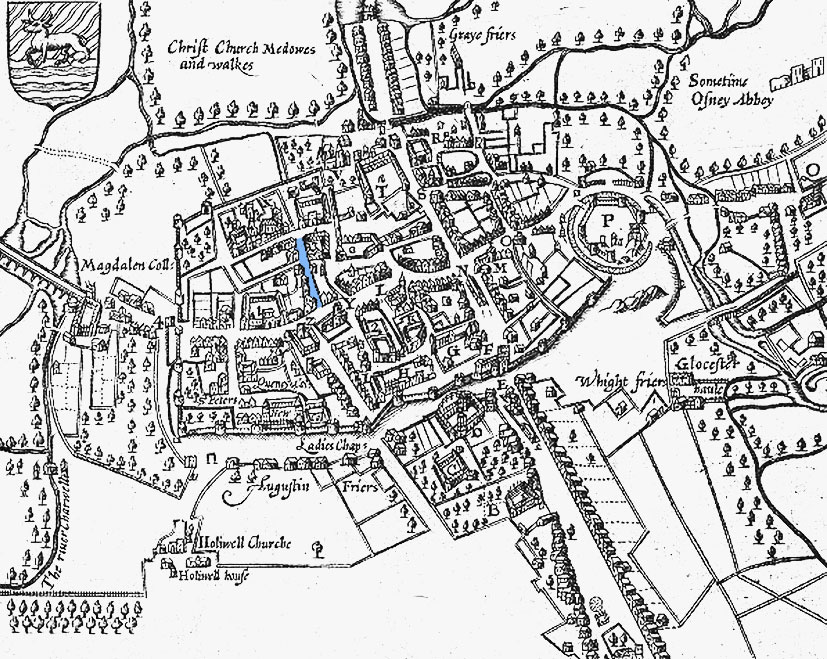
ジョン・スピードによる1605年のオックスフォードの地図には青のハイライトで示されたグロープカント通りが載っている。本通りとつながる重要な道であった。

しかし例えばアドルストリート(そのまま尿のこと、あるいは他の液状の汚物。ぬかるみ) やフェッタース通り(「怠けもの、荒くれ者」の意)といった名前は残ったものの、多くは現代的な感覚に沿う形で改名された。ロンドンのシャーボーン通りは1272年ごろにはシッタボウ通りとして知られていた（おそらく近くに汚物だめがあった）。同じような名前をつけられた通りの一つであるピッシング・アレーはロンドン大火後も名前が生き残ったが、1848年にはリトル・フライデー・ストリートと呼ばれており、その後1853年から1854年にカノン・ストリートに吸収された。ペチコート通りはしばしば売春と関係のある名前だと意味が誤解され、1830年にミドルセックスストリートに改名された（下着に由来する名前を通りに使うことに反対する運動が行われたのである）。近年ではジョン・クリスティが殺人を犯したリリントンプレイスがラストン・クロースと名前が変わっている。セルース・ストリートもネルソン・マンデラを記念して改名されている。これはおそらくセルースが植民地主義者であったフレデリック・セルースから来ているという考えにもとづくものだが、実際には画家のヘンリー・コートニー・セルースからとられた名だった。
これら卑近な名前のなかでも最も露骨でありながら頻繁につけられる名であった「グロープカント」は14世紀ごろには廃れ始めていたようである（シュルーズベリーとおそらくはニューカッスルはその例外で1588年の文書にもグロープカント通りの名がみつかる）。少しずつ、しかし確実にこの名前は英語の語彙から取り除かれていき、ついには消えていった。13世紀ウェールズのグロープカン通りはグロープ通りとなり、次いで19世紀にはグローヴ通りとなった。支配層である上流階級の保守的なプロテスタントは16世紀には売春に敵意を燃やすようになり、法で売春を規制する最初期の例となったサウスウォークの売春宿は一転して1546年に閉鎖された。

## 地理
ロンドンにはグロープカント通りという名の通りが幾つかあった。セント・パンクラスの地域など今日でいうチープサイド通りの近くにはボードハウ通り (ボードレロ) とパペカーティ通り(スカートのぞき)に挟まれてこの名前をもつ道があった。最古の记录は1279年のグロープコント通り(Gropecontelane)と グロープカウント通り(Groppecountelane)であるが、こうした通りはサウスウォーク以外で小さな孤島のような売春地帯として集まり生き延びた通りの一部である。この地域でも中世を通じてほぼ常に売春が禁じられていた。

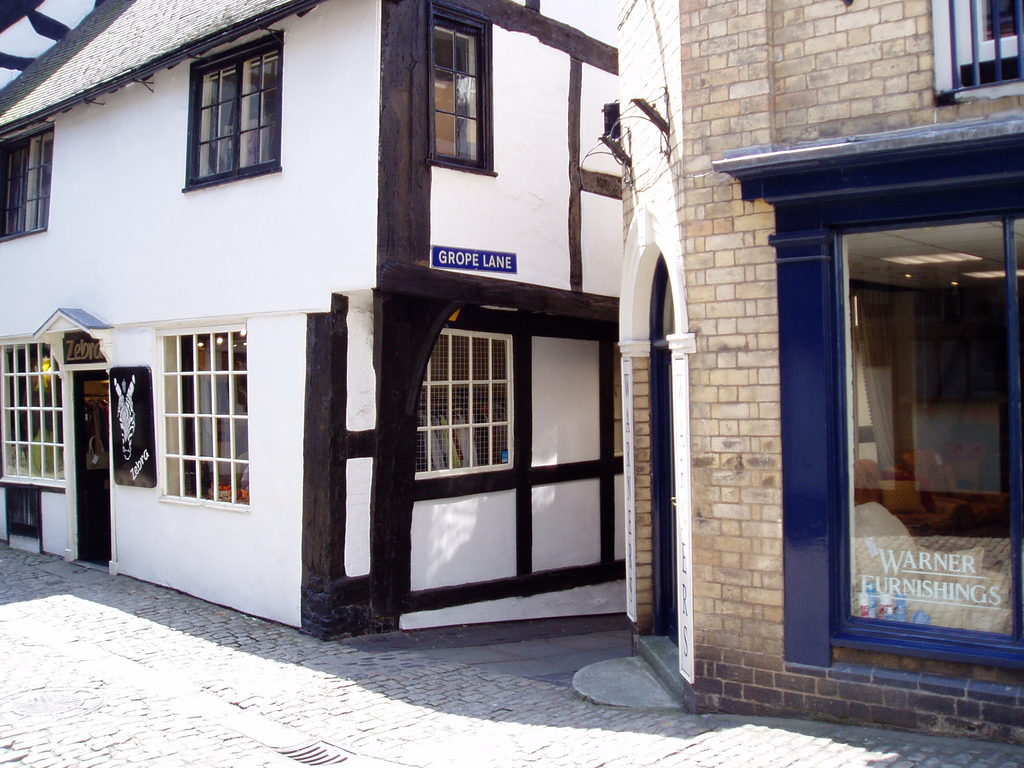
シュルーズベリーのグロープ通り

中世イングランドの大都市であれば、ブリストル、ヨーク、シュルーズベリー、ニューカッスル・アポン・タイン、ウスター、ヘレフォード、オックスフォードなどいたるところでこの名前が使われた。ノリッジのグロープカント通り(Gropekuntelane 現在のオーピー・ストリート) はturpis vicus、つまり恥知らずの道としてラテン語で記録が残る.。オックスフォードのマグパイ通りは1230年にはグロープカント通りという名で知られる街路で、13世紀にグロープあるいはグレープに名前が変わり、17世紀半ばにやっとマグパイ通りになった。1850年になると再びグローヴ・ストリートと改名され、その後20世紀にもう一度名前を変えマグパイ通りに戻されている。ニューカッスルとウスターはどちらも街の波止場に近いところにグロープカント通りがあった。2001年に出版された中世の売春を論じた本のなかで歴史家のリチャード・ホールトと考古学者ナイジェル・ベイカーは「ヒストリックタウン・アトラス」を資料として、全イングランドの性的な連想を誘う道の名前を調べている。結論として、グロープカント通りという名の道はほぼ常に街の中心にあり、大きな市場や目抜き通りと密接な関係があることがわかった。つまりそういった名前の通りは、その土地の男性だけでなくそこを訪れる商売人にも性的満足を提供していたことを示唆している。
このような顧客の存在は、ほぼ同じ名前が全国的にみられることの説明ともなる。グロープカント通りと名づけられた道はバンベリーやウェルズといった比較的小規模な市場町でも記録が残り、法律文書でも度々言及される時代があることから1300年にはこの名前を持つ通りが実在したことがわかる。バンベリーのパーソンズ・ストリートはもともと1333年にはグロープカント通りだったという記録があり、おそらく重要な街道だったのだが、1410年までにはパーソンズ通りという名前に変わっている。ウィットビーにもグレープ通りがあり、おそらく元々はグロープ通りかグラップカント通りという名だった。1561年のシュルーズベリーにはグロープカウント通りと呼ばれる道も存在し、街に2箇所ある大きな市場に伸びていたが、ある時期にグロープ通りといういまに残る名前に改められた。トマス・フィリップスの「シュルーズベリーの歴史と故実」(1799年)では、「いまわしい猥褻と淫蕩」の地であったことに由来する名前だという考えを示したが、司教補佐のヒュー・オーウェンは「シュルーズベリーの過去と現状についての小論」(1808年)において「グロープ通り、もしくはダーク通りと呼ばれていた」のがその起源であると述べている。数世紀前の説明が食い違うなかで、地元のツアーガイドたちはこの名を「暗くて狭い通りを手探りで歩いた」ことに由来すると解説するようになった。

## 関連文献
- Briggs, Keith (2009), “OE and ME cunte in place-names”, Journal of the English Place-name Society (Nottingham: English Place-name Society) 41:  26–39
- Ekwall, Eilert (1954), Street-names of the City of London, Oxford: Clarendon Press
- Horsler, Val (2006), All for Love: seven centuries of illicit liaison, Kew: National Archives, ISBN 1-903365-97-X
- Sewell, Brian (11 November 2001), The pride of London but no gilded cage, London Evening Standard—Gropecunt Lane in London
- Walford, Edward (1878), Bermondsey: Tooley Street ( Old and New London: Volume 6), hosted by british-history.co.uk